# Quintana de los Prados
Quintana de los Prados es una localidad y una Entidad Local Menor situadas en la provincia de Burgos, comunidad autónoma de Castilla y León (España), comarca de Las Merindades, partido judicial de Villarcayo, ayuntamiento de Espinosa de los Monteros.

## Geografía
Es un pueblo situado en el norte de la provincia en la vertiente mediterránea, valle del río Trueba, situado en su margen derecha junto a la villa de Espinosa cabecera del municipio.
Acceso desde las carretera autonómica C-6318 de Bilbao a Reinosa y BU-526; también directo desde Montecillo y Hedesa pueblos de Montija.
Asimismo, se puede acceder al pueblo a través del tren León-Bilbao, ya que pasa todos los días a las 16:20 dirección León y a las 19:40 dirección Bilbao. La parada es un apeadero, por lo que para que te paren se lo tienes que comentar al interventor del tren cuando pase a mirar tu billete. El precio (abril de 2009) desde Bilbao es de 5´00 euros el sencillo y de 9´25 euros el de ida y vuelta. Desde León es de 16´30 euros el sencillo y de 30´25 euros el de ida y vuelta.

## Demografía
Evolución de la población
| Gráfica de evolución demográfica de Quintana de los Prados entre 2000 y 2017 |
|                                                                              |
| Población de derecho (2000-2017) según el padrón municipal del INE           |

## Historia
Barrio perteneciente a la Jurisdicción de Espinosa de los Monteros en el Partido de Castilla la Vieja en Laredo, con jurisdicción de realengo.
Así se describe a Quintana de los Prados en el tomo XIII del Diccionario geográfico-estadístico-histórico de España y sus posesiones de Ultramar, obra impulsada por Pascual Madoz a mediados del siglo XIX:

Aldea o barrio de la provincia, diócesis, audiencia territorial y capitanía general de Burgos (16 leguas), partido judicial de Villarcayo (3), y ayuntamiento de Espinosa de los Monteros, a que pertenece (1/2). Está situada en un llano; su clima es frío; reinan por lo regular los vientos N, S y O, y las enfermedades dominantes son los reumas, catarros y pulmonías. Tiene unas 30 casas; varias fuentes inmediatas a la población, entre las que hay una de aguas sulfúreas; una escuela de primera enseñanza concurrida por 26 alumnos y dotada con 1.000 reales; una iglesia parroquial (Santa María), y un cementerio bien ventilado a la parte N del pueblo; el culto de aquella está servido por un cura párroco y un sacristán. Su término confina N, E y S con el de la merindad de Montija, y O con el del concejo de Berrueza; comprende el caserío llamado las Casas del Monte que se compone de 2 edificios. El terreno es barrial y arenoso, y se divide en de secano y regadío; los ríos que le atraviesan son el Trueba que corre por la parte meridional y cerca de la población, y el Ujedo o la Orcaja que es poco caudaloso, el cual nace en una sierra que hay a la espalda del pueblo, y después de atravesar por este va a desaguar en el citado Trueba, facilitando el paso del Ujedo 2 puentes de madera; además de estos ríos hay un arroyo, que descendiendo de dicha sierra pasa también por la población, sirviendo sus aguas así como las del Ujedo para el riego y demás usos de los vecinos. También se encuentran 2 montes denominados Edillo y Santotis, ambos poblados principalmente de robles altos y bajos, varios prados naturales que producen yerbas de buena calidad, y en las sierras nominadas Calvas, así como en las limítrofes de la merindad de Montija, se crían pastos, a los que tiene derecho el pueblo que se describe. Los caminos se hallan todos en mal estado y dirigen a Espinosa de los Monteros, a la merindad de Montija, al valle de Mena y a los pueblos comarcanos. Correos: se reciben de la capital del partido por el valijero de dicho Espinosa. Producciones: trigo, maíz, patatas y algunas legumbres; cría ganado lanar, vacuno, cabrío, de cerda y algo de yeguar, y caza de liebres, perdices, corzos, jabalíes, lobos, zorros y osos. Industria: la agrícola y un molino harinero. Población: 26 vecinos, 98 almas. Capital productivo: 116.010 reales. Imponible: 11.601.
Diccionario geográfico-estadístico-histórico de España y sus posesiones de Ultramar

A la caída del Antiguo Régimen queda agregado al ayuntamiento constitucional de Espinosa de los Monteros , en el Partido de Villarcayo perteneciente a la región de Castilla la Vieja.

## Parroquia
Iglesia de Santa María, dependiente de la parroquia de Espinosa de los Monteros en el Arcipestrazgo de Merindades de Castilla la Vieja , diócesis de Burgos